# Trait (minéralogie)
Pour les articles homonymes, voir Trait.
 (novembre 2024).
Si vous disposez d'ouvrages ou d'articles de référence ou si vous connaissez des sites web de qualité traitant du thème abordé ici, merci de compléter l'article en donnant les références utiles à sa vérifiabilité et en les liant à la section « Notes et références ».

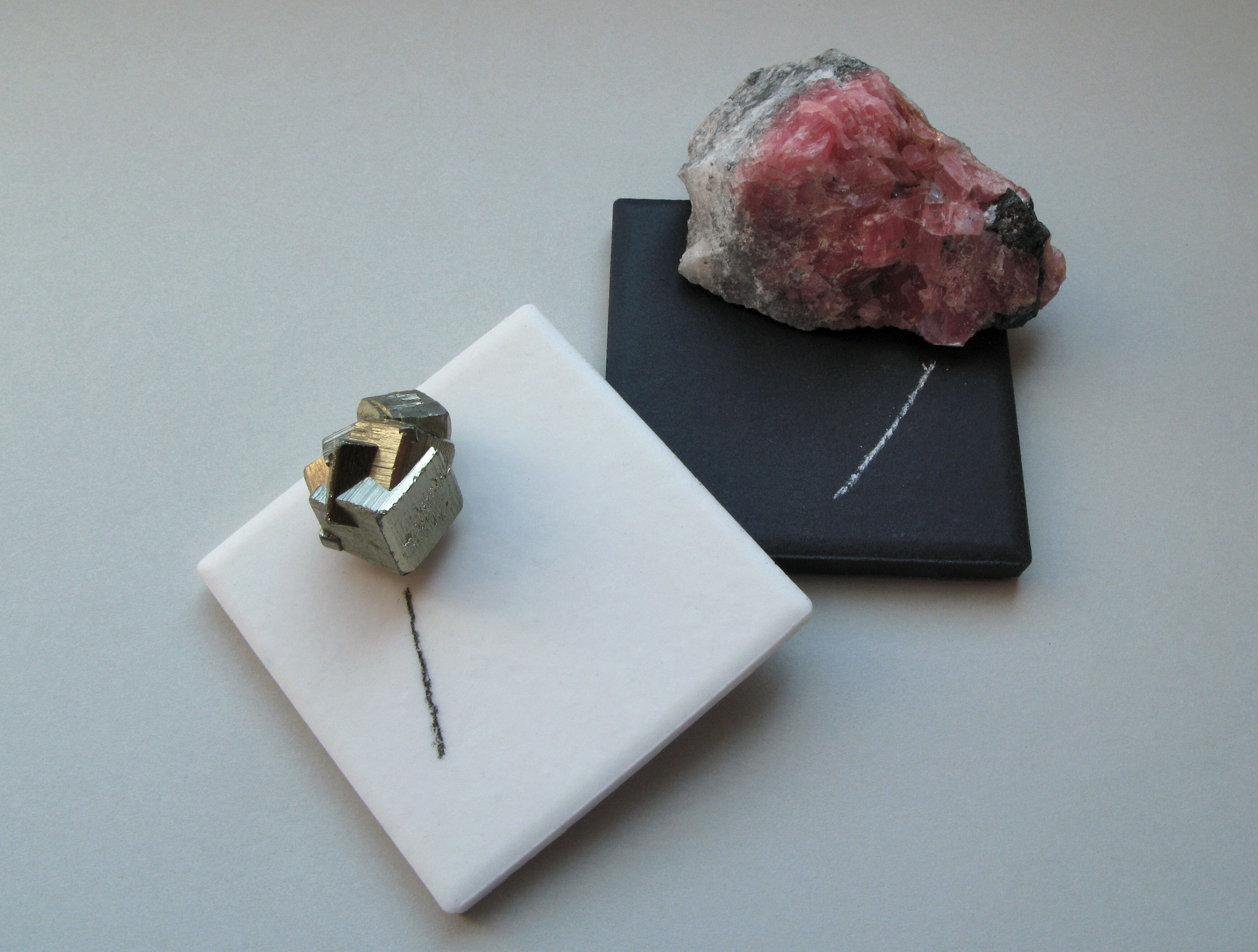
trait couleur de la pyrite et des Rhodochrosite sur un panneau de ligne

Le trait ou trace est la couleur d’un minéral réduit en poudre. Cette caractéristique s’obtient en frottant un échantillon minéral sur la surface dépolie d’une porcelaine non émaillée.
Le trait fournit des renseignements intéressants sur la couleur du minéral. La couleur du trait étant peu influencée par les impuretés contenues dans le minéral, cette opération permet de confirmer certaines déterminations, en particulier pour des minéraux de couleur identique. Les exemples les plus classiques sont fournis par l'hématite (trait rouge-brun) et la goethite (trait jaune-ocre).